# Sherlock Holmes: Crimes and Punishments
Sherlock Holmes: Crimes and Punishments (dt. etwa Verbrechen und Bestrafungen) ist ein Computerspiel aus der Sherlock-Holmes-Reihe. Das Spiel wurde von Frogwares für Windows und verschiedene Spielkonsolen entwickelt. Es basiert auf der fiktiven Romanfigur Sherlock Holmes von Sir Arthur Conan Doyle und wird dem Adventure-Genre zugeordnet. Der Name Crimes and Punishments spielt auf den Roman Crime and Punishment, auf Deutsch Schuld und Sühne, von Fjodor Dostojewski an.
Crimes and Punishments ist der siebte Teil der Sherlock-Holmes-Reihe und der Nachfolger von Das Testament des Sherlock Holmes. Im Jahre 2016 erschien mit Sherlock Holmes: The Devil’s Daughter ein Nachfolger.

## Spielprinzip
Crimes and Punishment wird dem Adventure-Genre zugeordnet. In dem Spiel muss der Spieler als Sherlock Holmes oder Dr. Watson sechs verschiedene Kriminalfälle aufklären. Davon basieren zwei der sechs Kriminalfälle auf den von Sir Arthur Conan Doyle geschriebenen Kurzgeschichten Der Schwarze Peter und Abbey Grange, während die anderen vier Fälle neu geschrieben sind. Diese sechs Fälle hängen nicht direkt in einer Handlung zusammen, sondern sind lose miteinander verknüpft. Dabei steuert der Spieler den Charakter, entweder aus der Egoperspektive oder aus der Verfolgerperspektive, durch verschiedene Teilen des viktorianischen Londons.
Um die Fälle aufzuklären, muss der Spieler Indizien sammeln, indem er mit anderen Charakteren redet oder Spuren sichert. Diese Indizien muss der Spieler dann zu Schlussfolgerungen verknüpfen und so einen Täter bestimmen. Dabei ist es dem Spieler überlassen ob er den Täter der Polizei übergibt oder Laufen lässt.

## Entwicklung und Veröffentlichung
Crimes and Punishments wurde vom ukrainischen Entwicklerstudio Frogwares entwickelt. Das Spiel verwendet als erstes Spiel aus der Sherlock-Holmes-Reihe nicht die in den vorherigen Teilen verwendete, Frogwares-eigene Spieleengine, sondern die Unreal Engine 3. Des Weiteren wurde bei der Entwicklung von Crimes and Punishment, wie beim Vorgänger Das Testament des Sherlock Holmes und anders als in den ersten Teilen der Reihe, das Spiel von Anfang an neben dem PC auch für Spielkonsolen entwickelt.
Während das Spiel anfangs nur für PC, PlayStation 3, PlayStation 4 und Xbox 360 geplant war, gab Frogwares in einer Pressemitteilung Anfang Mai 2014 bekannt, dass das Spiel auch für die Xbox One erscheinen wird. Des Weiteren gab Frogwares bekannt, dass das Spiel statt, wie anfangs geplant im ersten Quartal 2014, Anfang September 2014 veröffentlicht werden soll. In einem im August 2014 veröffentlichtem Trailer wurde dann der 30. September 2014 als endgültiges Veröffentlichungsdatum bekanntgegeben. Am 3. Februar 2022 wurde das Spiel für die Nintendo Switch Plattform veröffentlicht.

## Rezeption
| Deutschsprachiger Raum | Deutschsprachiger Raum                             |                                          |
| Publikation            | Wertung                                            |                                          |
| ---------------------- | -------------------------------------------------- | ---------------------------------------- |
| GameStar               | 85 %                                               |                                          |
| PC Games               | 7/10                                               |                                          |
| 4Players               | 77 % (PC) 75 % (PS4)                               |                                          |
| Internationaler Raum   |                                                    |                                          |
| IGN                    | 7,5/10                                             |                                          |
| GameSpot               | 8/10                                               |                                          |
| Eurogamer              | 7/10                                               |                                          |
| Metawertungen          |                                                    |                                          |
| GameRankings           | 80,6 % (PC) 75 % (PS4) 72,5 % (Xbox One)           | 80,6 % (PC) 75 % (PS4) 72,5 % (Xbox One) |
| Metacritic             | 77 % (PC) 73 % (PS4) 71 % (Xbox One) 73 % (Switch) |                                          |

Crimes and Punishments wurde von Kritikern überwiegend gelobt und erhielt mehrheitlich gute Rezensionen. Auf Metacritic erhielt die PC-Version des Spiels eine aggregierte Wertung von 77 % und somit die beste Metawertung der gesamten Reihe, gefolgt von dem Vorgänger Das Testament des Sherlock Holmes mit einer aggregierten Wertung von 73 %.
Kritiker lobten das Spiel hauptsächlich für die detailreiche und realistische Grafik und die dadurch möglich werdende Immersion, sowie für die interessanten und abwechslungsreichen Fälle. Kritisiert wurde das Spiel vor allem für die zu wenig verknüpften, kurzen Fälle und die teilweise etwas steifen Animationen der Charaktere.

„Teil der Handlung zu sein und mich in einer fremden Welt zu entfalten, das bietet mir sonst kein anderes Medium. Und genau in dieser Hinsicht gelingt Crimes and Punishments ein Kunststück, an dem viele andere Adventures scheitern: Es erzählt nicht nur eine spannende Geschichte, sondern gibt mir tatsächlich das Gefühl, eine Rolle zu spielen, in die Haut des Meisterdetektivs zu schlüpfen.“

„Die sechs gut portionierten Krimi-Häppchen machen das Ermitteln weniger ermüdend als bisher. Meist hatte ich Spaß an den interessanten, teils übersinnlich angehauchten Fällen. Die hübsch gestalteten Schauplätze sowie zahlreichen Ermittlungsmethoden fangen das Flair des Vorbilds gut ein [...]. In der Umsetzung hapert es allerdings: Irgendwie wirkt alles etwas zu steif und sperrig. Die etwas hölzerne Handhabung, fade Minispielchen und die schlecht erklärte Vielzahl an Ermittlungs- und Deutungs-Möglichkeiten sorgten gelegentlich dafür, dass ich auf der Suche nach einem wichtigen Hinweis im Dunkeln tappte.“